# Recaptació

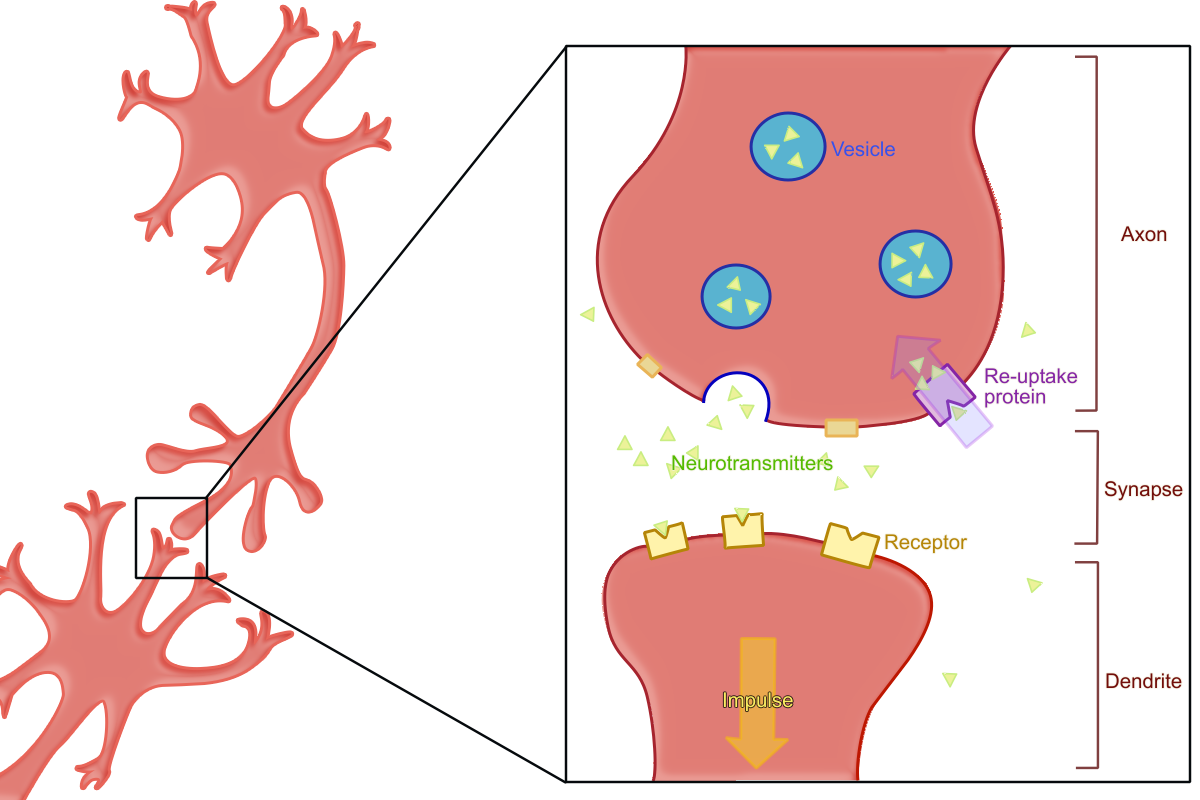
La sinapsi durant la recaptació. S'observa com alguns neurotransmissors es perden i no es reabsorbeixen.

La recaptació, (en anglès: reuptake), és el mecanisme la reabsorció d'un neurotransmissor per un neurotransmissor transportador d'una neurona pre-sinàptica una vegada que ha transmés l'impuls nerviós.
La recaptació és necessària per a la fisiologia sinàptica normal perquè permet el reciclatge dels neurotransmissors i en regula el nivell en la sinapsi. És el mecanisme més comú d'inactivació de neurotransmissors.